# Убико, Хорхе
Хорхе Убико-и-Кастаньеда (исп. Jorge Ubico y Castañeda; 10 ноября 1878, Гватемала, Гватемала — 14 июня 1946, Новый Орлеан, США) — гватемальский военный и государственный деятель, диктатор Гватемалы в 1931—1944 годах.
Проводил политику покровительства крупным землевладельцам и американским компаниям, в особенности United Fruit Company, в обмен на поддержку США его режима. Убико был назван «одним из самых жестоких тиранов, которых когда-либо знала Гватемала», сравнивал себя с Адольфом Гитлером. Свергнут в 1944 году в результате демократического восстания, которое привело к десятилетней гватемальской революции, бежал из страны.

## Биография
Служил в армии, по званию генерал. В 1922—1923 годах возглавлял военное министерство. В 1926 году неудачно баллотировался на пост президента, набрал 11,39 % голосов.
В 1931 году Хорхе Убико пришёл к власти в результате военного контр-переворота и выборов.
Придя к власти, Хорхе Убико бесплатно передал американской аграрной компании «Юнайтед фрут компани» ряд земель и предоставил американскому капиталу ряд других концессий. Проводил политику массовых репрессий по отношению к инакомыслящим. При нём был введён запрет всех рабочих организаций, а также принят в 1934 году «Закон о бродягах», по которому бездомные должны были отработать по найму 180 дней в году. В 1944 году президент Гватемалы Хорхе Убико дал право землевладельцам расстреливать каждого, кто без разрешения окажется на их земле.
В июне 1944 года на улицы столицы вышли студенты, учителя и другие, недовольные правлением Убико. Тот был свергнут, и желая оставить рычаги власти в своих руках, поставил своего человека на посту президента, а затем бежал из страны в Мексику. 20 октября 1944 года на улицы Гватемалы вновь вышли жители страны и потребовали радикальных перемен. Президентом стал Хуан Аревало, а затем Хакобо Арбенс.
Упоминается в романе Мигеля Анхеля Астуриаса «Глаза погребённых».
Спустя два года после свержения Убико умер в Новом Орлеане в США.